# Tetracanthella pseudomontana
Tetracanthella pseudomontana är en urinsektsart som beskrevs av Cassagnau 1953. Tetracanthella pseudomontana ingår i släktet Tetracanthella och familjen Isotomidae. Inga underarter finns listade i Catalogue of Life.